# Замок Парковенер
Замок Парковенер (англ. Parkavonear Castle, ірл. Caisleán na Paírc an Mhóinéir) — замок Пайрк ан Вонерь — один із замків Ірландії, розташований в графстві Керрі, біля селища Агадо та озер Кілларні. Нині замок лежить в руїнах. Замок норманського типу, але з циліндричної форми, що не типово для норманських замків, які мали прямокутну основу. Стіни товщиною до 2 м, у стіні є залишки сходів на верхні поверхи. Вхід в замок був на нижньому поверсі, але спочатку вхід в замок був розташований на певній висоті від землі — драбину забирали для збільшення неприступності замку. Дерев'яні конструкції замку не збереглися. Англійська назва замку це перекручена ірландська назва, що означала «замок поля на луках». Місцеві жителі називають замок «Голова єпископа» за близькість до собору Агадо. Зі стін замку відкривається прекрасний вид на озера Кілларні.
Замок Парковенер був побудований в ХІІІ столітті англо-норманськими феодалами після завоювання ними Ірландії 1169 року для захисту захоплених земель від непокірних ірландських кланів.